# Premier Motor Manufacturing Company
La Premier Motor Manufacturing Company è stata una casa automobilistica statunitense attiva dal 1903 al 1926.

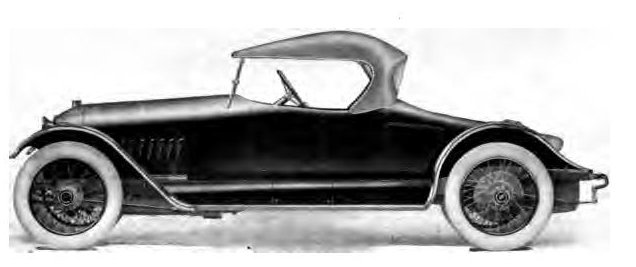
Una Premier Roadster 6-56 del 1916

## Storia
La casa fu fondata da George A. Weidely, che aveva già costruito un'automobile nel 1902 e da Harold O. Smith.
Per sopraggiunte difficoltà economiche, la casa fallì il 15 ottobre 1914. Weidely e Smith lasciarono la società per fondare la Weidely Motor Company e produrre motori.
Nel dicembre del 1915 un gruppo guidato dal banchiere F. W. Woodruff rilevò la compagnia e la riorganizzò come Premier Motor Car Company.
Durante la prima guerra mondiale la Casa costruì, su licenza della Four Wheel Drive Auto Company circa 500 esemplari di FWD Model B per l'esercito degli Stati Uniti.  
Dal 1920 L. S. Skelton fu a capo dell'azienda cambiando il nome dell'azienda in Premier Motor Corporation ma, a seguito della morte di Skelton nel gennaio del 1921, l'azienda fallì nuovamente.
Nella primavera del 1923 Frederick L. Barrows rilevò la compagnia ribattezzandola Premier Motors Inc. ma la vendette nel giugno 1923 alla Monroe. Dal 1924 furono costruiti solo taxi.
Nell'ottobre 1926 tutto fu venduto alla National Cab & Truck Company che soppresse il nome Premier.
La Premier si distinse per la pruduzione di autovetture con motore raffreddato ad aria.

## Modelli
Nel 1906 il Model "F" e il Model "L" erano sul mercato con un prezzo che andava dai 1250 $ ai 2250 $. La pubblicità descriveva le auto come utilizzabili sia d'estate che d'inverno con un "potente motore, frizione leggera ma robusta, morbide sospensioni e arredamento lussuoso".